# Tenis na Letních olympijských hrách 2024
Tenisový turnaj na Letních olympijských hrách 2024 byl sedmnáctý ročník řádného a oficiálního olympijského turnaje. Proběhl ve francouzské metropoli Paříži od soboty 27. července do neděle 4. srpna 2024. Dějištěm se staly otevřené antukové dvorce v areálu Stade Roland-Garros.
Oficiálními organizátory se staly Mezinárodní olympijský výbor a Mezinárodní tenisová federace. Turnaj patří do kalendáře profesionálních tenisových okruhů – mužského ATP Tour a ženského WTA Tour. Do mužského a ženského žebříčku se tenistům nezapočítají žádné body.

## Herní systém a plán turnaje

### Herní systém
Všechny soutěže se hrály ve formátu vyřazovacího systému. Do mužské a ženské dvouhry nastoupilo 64 hráčů, což znamenalo šestikolový turnaj. Mužská a ženská čtyřhra zahrnovala 32 párů a smíšená čtyřhra pak 16 párů. Poražení semifinalisté se utkali v zápasech o bronzovou medaili.
Všechna utkání se hrála na dvě vítězné sady včetně finále mužské dvouhry. Sedmibodový tiebreak uzavíral všechny sety, pokud dospěly do stavu gamů 6–6. V rozhodující sadě čtyřher a mixu se konal pouze supertiebreak, v němž zvítězil pár po dosažení 10 bodů za podmínky rozdílu alespoň dvou míčů.

### Harmonogram
Olympijský turnaj proběhl od soboty 27. července do neděle 4. srpna 2024.

## Přehled medailí

### Medailisté
| Soutěž          | Zlato                                              | Stříbro                                                                       | Bronz                                                         |
| Mužská dvouhra  | Novak Djoković · Srbsko (SRB)                      | Carlos Alcaraz · Španělsko (ESP)                                              | Lorenzo Musetti · Itálie (ITA)                                |
| Mužská čtyřhra  | Matthew Ebden · John Peers · Austrálie (AUS)       | Austin Krajicek · Rajeev Ram · Spojené státy americké (USA)                   | Taylor Fritz · Tommy Paul · Spojené státy americké (USA)      |
|                 |                                                    |                                                                               |                                                               |
| Ženská dvouhra  | Čeng Čchin-wen · Čína (CHN)                        | Donna Vekićová · Chorvatsko (CRO)                                             | Iga Świąteková · Polsko (POL)                                 |
| Ženská čtyřhra  | Sara Erraniová · Jasmine Paoliniová · Itálie (ITA) | Mirra Andrejevová · Diana Šnajderová · Individuální neutrální sportovci (AIN) | Cristina Bucșová · Sara Sorribesová Tormová · Španělsko (ESP) |
|                 |                                                    |                                                                               |                                                               |
| Smíšená čtyřhra | Kateřina Siniaková · Tomáš Macháč · Česko (CZE)    | Wang Sin-jü · Čang Č’-čen · Čína (CHN)                                        | Gabriela Dabrowská · Félix Auger-Aliassime · Kanada (CAN)     |

### Pořadí národů
| Pořadí       | Země                             | Zlato | Stříbro | Bronz | Celkem |
| 1.           | Čína                             | 1     | 1       | 0     | 2      |
| 2.           | Itálie                           | 1     | 0       | 1     | 2      |
| 3.           | Austrálie                        | 1     | 0       | 0     | 1      |
| 3.           | Česko                            | 1     | 0       | 0     | 1      |
| 3.           | Srbsko                           | 1     | 0       | 0     | 1      |
| 6.           | Španělsko                        | 0     | 1       | 1     | 2      |
| 6.           | Spojené státy americké           | 0     | 1       | 1     | 2      |
| 8.           | Chorvatsko                       | 0     | 1       | 0     | 1      |
| –            | Individuální neutrální sportovci | 0     | 1       | 0     | 1      |
| 9.           | Kanada                           | 0     | 0       | 1     | 1      |
| 9.           | Polsko                           | 0     | 0       | 1     | 1      |
| Sady medailí | Sady medailí                     | 5     | 5       | 5     | 15     |